# Velešići (Foča, BiH)
Velešići su naseljeno mjesto u općini Foči, Republika Srpska, BiH. Popisano je kao samostalno naselje na popisu 1961., a na kasnijim popisima ne pojavljuje se, jer je 1962. skupa s Malim i Velikim Marevom i Hrđavcima spojeni u naselje Marevo (Sl.list NRBiH, br.47/62).

## Stanovništvo
| Narod     | Popis 1961. |
| --------- | ----------- |
| Hrvati    |             |
| Muslimani | 7           |
| Srbi      | 448         |
| ostali    | 27          |
| Ukupno    | 482         |